# Seewald
Seewald település Németországban, azon belül Baden-Württembergben. Lakosainak száma 2164 fő (2023. december 31.).

## Népesség
A település népessége az elmúlt években az alábbi módon változott:
| Lakosok száma | 1762 | 1862 | 1888 | 1945 | 2026 | 2305 | 2424 | 2363 | 2149 | 2164 |
|               | 1961 | 1967 | 1974 | 1980 | 1987 | 1993 | 2000 | 2006 | 2013 | 2023 |